# Anacroneuria ofaye
Anacroneuria ofaye är en bäcksländeart som beskrevs av Froehlich 2007. Anacroneuria ofaye ingår i släktet Anacroneuria och familjen jättebäcksländor. Inga underarter finns listade i Catalogue of Life.